# Atribut pronominal
Atributul pronominal este o funcție sintactică a pronumelui, care se realizează prin acordul cu un substantiv. Acest tip de atribut poate fi exprimat printr-un: pronume personal, pronume personal de politețe, pronume demonstrativ, pronume posesiv, pronume reflexiv, pronume nehotărât, pronume negativ, pronume interogativ și pronume relativ. Pronumele poate fi în cazurile nominativ (apozițional), genitiv, dativ sau acuzativ.
Exemple
- Lucrurile celorlalți nu-l interesează. - pronume demonstrativ de diferențiere
- A cui nevastă și-a luat lumea-n cap? - pronume interogativ
- A plecat fără știrea nimănui. - pronume negativ
- Rezultatele alor săi au fost deosebite. -pronume posesiv
- Cărțile tuturor se aflau pe bănci. - pronume nehotărât
- Casa ale cărei geamuri erau întotdeauna curate, a fost vândută. - pronume relativ
- Obiectele prețioase ale dumnealui au fost furate. - pronume personal de politețe

### Atributul pronominal genitival (Apg)
Este similar celui substantival și se exprimă prin toate pronumele care au forme proprii de genitiv:
- pronume personal (numai la persoana a III-a): Discuția lor devenise importantă.
- pronume personal de politețe: Părerea dumitale nu mă interesează.
- pronume posesiv (numai în situația în care arată mai multe obiecte posedate, fiind marcat de forma de genitiv a posesivului alor): Partida alor noștri a fost bună.
- pronume demonstrativ: Părerea bună a acestora despre noi trebuie confirmată.
- pronume nehotărât: Caietele altora au fost mai curate.
- pronume negativ: Scrisoarea niciunuia nu m-a mirat.
- pronume interogativ: A cui rezolvare ți-a plăcut?
- pronume relativ: Întrebarea a fost a cui rezolvare ți-a plăcut.

Observații
- lipsa articolului hotărât enclitic al regentului implică( ca la substantive), prezența articolului genitival (acordat cu reg.): Acest meci al alor noștri a fost câștigat la limită.
- pronumele posesiv care la persoana a III-a(mai mulți posesori-un obiect/mai multe obiecte posedate), utilizează pronumele personal în genitiv: Acest caiet al  lor (ppG) nu este concludent.

### Atributul pronominal datival (Apd)
Poate să apară:
- pronume personal: Fată mie,/ nepot mie/ acest copil nu mă mai ascultă.
- pronume personal de politețe: Mirel este nepot dumneaei.
- pronume demonstrativ: Conferirea de premii acestora este fabuloasă.
- pronume reflexiv: Își scoate șapca de pe cap.(șapca sa)
- pronume nehotărât: Atribuirea de noi loturi altora i-a enervat.